# 罗伊里特
罗伊里特（德語：Reurieth）是德国图林根州的市镇，隶属于希尔德布格豪森县。总面积为16.2平方千米，截至2023年12月31日总人口为758人。